# Storsjö
För Storsjö och Storsjö station i Västerviks kommun, se Ukna.
Storsjö, även Storsjö kapell som är postortens namn, är en by (före 2023 småort) i Storsjö distrikt i Bergs kommun och kyrkbyn i Storsjö socken, belägen i nordvästra Härjedalen vid sjön Storsjöns norra strand.
Storsjö kyrka ligger här.

## Bilder

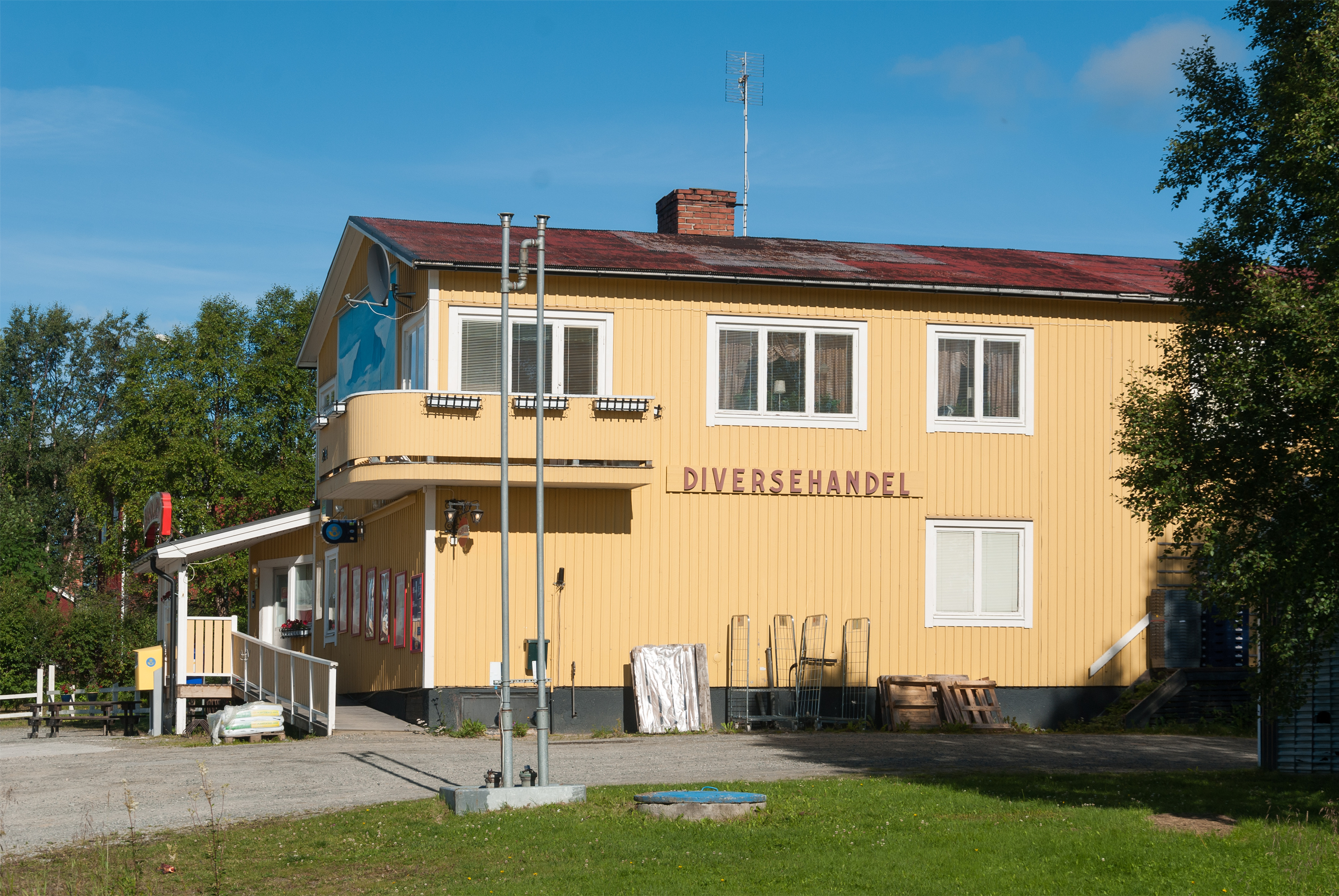
Butiken i Storsjö.
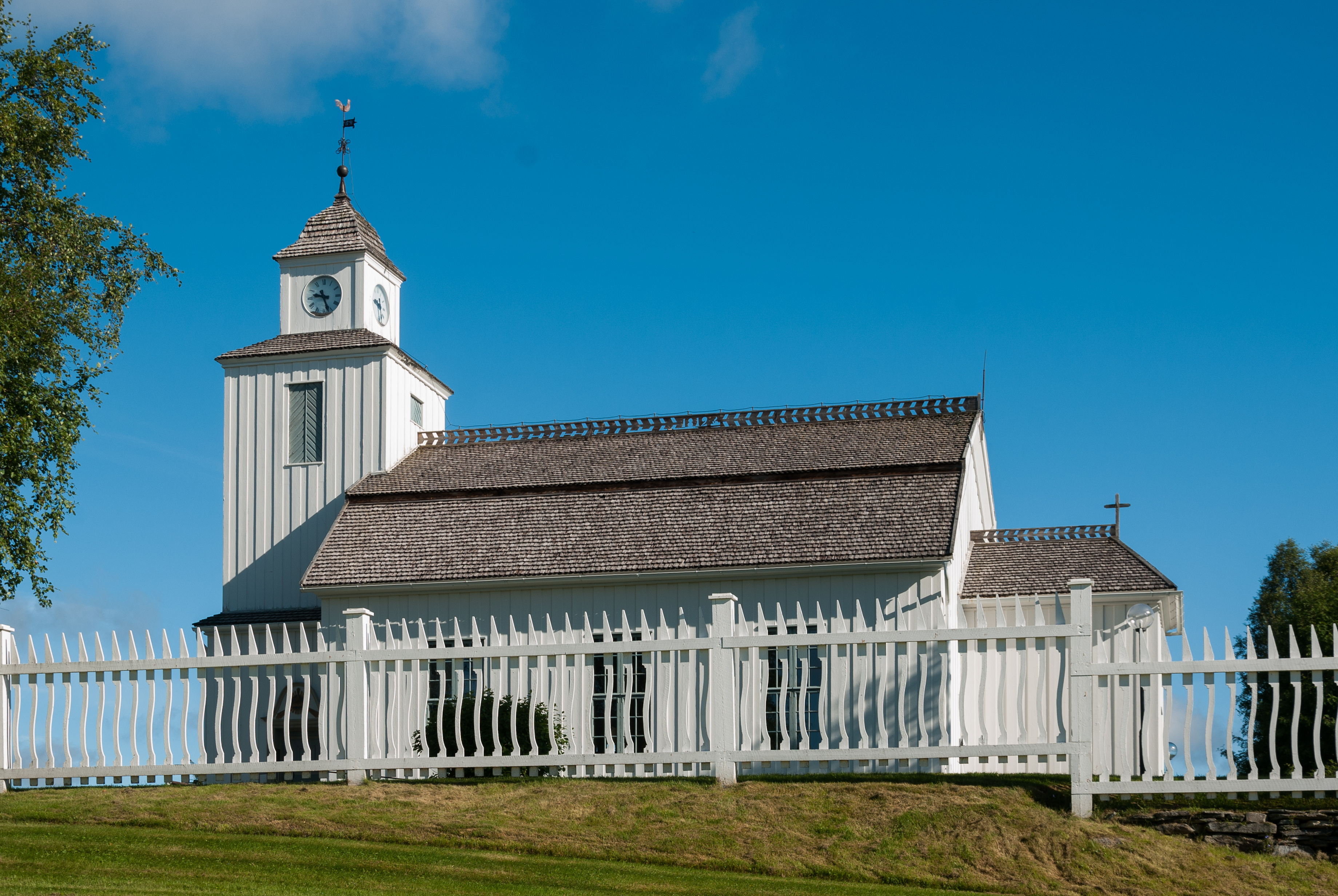
Kyrkan.